# ヒメカノコアサリ
ヒメカノコアサリは、マルスダレガイ科に属する二枚貝である。殻長10mm以下の小さい貝。殻頂が前寄りで後ろ側がやや長く前後非対称的。殻表の強い放射肋はやや弱めの輪肋と交差して網目状になる。殻は薄く、内面にも放射肋が現れる。閉殻筋痕や套線は不明瞭で、舌形の小さい湾入が微かに認められる。殻頂と後端部と内面は紫褐色または橙褐色を帯びる。太平洋岸よりも日本海沿岸でよく見つかる。類似のTimoclea属の小型の貝はインド-西太平洋で見られるが、本種よりも殻が厚めで白色のものが多い 
。
```
　
```